# Цена возврата
«Цена возврата» — советский фильм 1983 года режиссёра Григория Мелик-Авакяна.

## Сюжет
В основе сюжета — документальная повесть «Тысяча дней в стане врага» Левона Брутяна о крымском подпольщике Гайке Майдеросове.
Великая Отечественная война. В оккупированном нацистами Крыму подпольщик Гайк Майдеросов выполняя задание партизан устраивается на работу в комендатуру Феодосии и входит в доверие к немцам. Гайк узнаёт, что в руках немцев оказалась одна из знаменитых картин Айвазовского, которую собираются увезти в Германию, и получает из Центра необычное задание — спасти картину и переправить её на «Большую землю».

## В ролях
- Ашот Адамян — Гайк
- Вацлав Дворжецкий — Константин Фёдорович Богаевский, художник
- Валентина Якунина — Марина
- Артём Иноземцев — Полищук, подпольщик
- Владимир Ильин — Генка «Канделябр»
- Павел Морозенко — Сергей, партизан
- Витаутас Томкус — Отто Крибель
- Юозас Киселюс — Дитрих
- Саулюс Сипарис — Карл Зиммер
- В. Петровский — Лавровский, зубной врач
- Юлий Бебриш — Фридрих Штельман, комендант Феодосии
- Дмитрий Писаренко — Николай, подпольщик-радист
- Ромуальдас Раманаускас — Румер